# 罗日
罗日（法語：Rogy，法語發音：[ʁɔʒi]）是法国上法蘭西大區索姆省的一个市镇，属于蒙迪迪耶区。

## 地理
罗日（49°42'40"N, 2°12'32"E）面积6.77 平方千米，位于法国上法蘭西大區索姆省，该省份为法国北部沿海省份，北起加来海峡省和北部省，西接滨海塞纳省和大西洋英吉利海峡，南至瓦兹省，东临埃纳省。
与罗日接壤的市镇（或旧市镇、城区）包括：塞勒河畔克鲁瓦西、古伊莱格罗塞莱耶、博斯凯勒、孔蒂、弗朗叙尔、蒙叙尔。

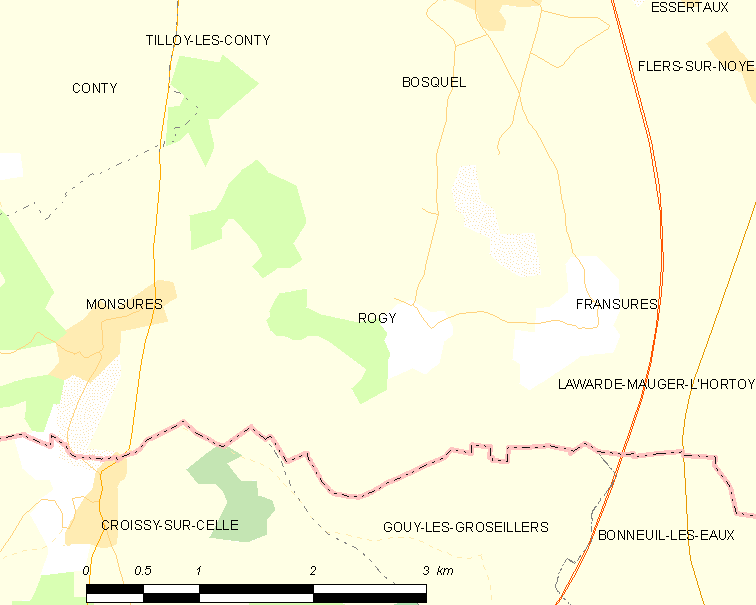
罗日的OSM定位图

罗日的时区为UTC+01:00、UTC+02:00（夏令时）。

## 行政
罗日的邮政编码为80160，INSEE市镇编码为80675。

## 政治
罗日所属的省级选区为努瓦河畔阿伊县。

## 人口

1962-2008年间罗日人口变化图示

罗日于2022年1月1日时的人口数量为143人。